# Sicyonia (Decapoda)
Sicyonia es un género de gambas de la familia de los siciónidos (Sicyoniidae). Se diferencia de otras gambas en que los últimos tres pares de patas nadadoras (pleópodos), en vez de ser birrámeos, son unirrámeos.
Sicyonia agrupa a 52 especies actuales además de una especie extinta del Cretácico Superior. Los análisis de filogenética molecular apuntan a que el grupo considerado como la familia Sicyoniidae habría de considerarse como parte del considerado como la familia de los peneidos (Penaeidae), cuyo rango habría de elevarse agrupando como familias a las tribus que tradicionalmente ha abarcado.

## Especies actuales
- Sicyonia abathophila Crosnier, 2003
- Sicyonia adunca Crosnier, 2003
- Sicyonia affinis Faxon, 1893
- Sicyonia aliaffinis (Burkenroad, 1934)
- Sicyonia altirostrum Crosnier, 2003
- Sicyonia australiensis Hanamura y Wadley, 1998
- Sicyonia benthophila De Man, 1907
- Sicyonia bispinosa (De Haan, 1844)
- Sicyonia brevirostris Stimpson, 1871
- Sicyonia burkenroadi Cobb, 1971
- Sicyonia carinata (Brünnich, 1768)
- Sicyonia curvirostris Balss, 1913
- Sicyonia dejouanneti Crosnier, 2003
- Sicyonia disdorsalis (Burkenroad, 1934)
- Sicyonia disedwardsi (Burkenroad, 1934)
- Sicyonia disparri (Burkenroad, 1934)
- Sicyonia dorsalis Kingsley, 1878
- Sicyonia fallax De Man, 1907
- Sicyonia furcata Miers, 1878
- Sicyonia galeata Holthuis, 1952
- Sicyonia inflexa (Kubo, 1949)
- Sicyonia ingentis (Burkenroad, 1938)
- Sicyonia japonica Balss, 1914
- Sicyonia komai Crosnier, 2003
- Sicyonia laevigata Stimpson, 1871
- Sicyonia laevis Bate, 1881
- Sicyonia lancifer (Olivier, 1811)
- Sicyonia longicauda Rathbun, 1906
- Sicyonia longicornis Crosnier, 2003
- Sicyonia martini Pérez Farfante y Boothe, 1981
- Sicyonia metavitulans Crosnier, 2003
- Sicyonia mixta Burkenroad, 1946
- Sicyonia nasica Burukovsky, 1990
- Sicyonia ocellata Stimpson, 1860
- Sicyonia olgae Pérez Farfante, 1980
- Sicyonia parafallax Crosnier, 1995
- Sicyonia parajaponica Crosnier, 2003
- Sicyonia parri (Burkenroad, 1934)
- Sicyonia parvula (De Haan, 1844)
- Sicyonia penicillata Lockington, 1878
- Sicyonia picta Faxon, 1893
- Sicyonia rectirostris De Man, 1907
- Sicyonia robusta Crosnier, 2003
- Sicyonia rocroi Crosnier, 2003
- Sicyonia rotunda Crosnier, 2003
- Sicyonia stimpsoni Bouvier, 1905
- Sicyonia taiwanensis Crosnier, 2003
- Sicyonia trispinosa De Man, 1907
- Sicyonia truncata (Kubo, 1949)
- Sicyonia typica (Boeck, 1864)
- Sicyonia vitulans (Kubo, 1949)
- Sicyonia wheeleri Gurney, 1943